# Luciana Jury
Luciana Jury (Buenos Aires, 18 de junio de 1974) es cantante, guitarrista y compositora argentina de música de raíz folklórica. De familia de artistas, es hija de Jorge Zuhair Jury y sobrina de Leonardo Favio.

## Biografía
Su canto y su repertorio exceden las fronteras del folclore, en tanto lleva la música de raíz a los extremos de la intensidad y el desgarro, elevando las sonoridades al universo de lo impredecible.
Luciana Jury nació en Buenos Aires. Cultivó a través de su familia, el amor por la música folklórica argentina y latinoamericana. Creció en la frontera donde termina la ciudad y comienza el campo. En ese universo suburbano conviven el tango, la cumbia, el rock y la música folklórica. Su música y su estilo son un reflejo de este paisaje.
Se involucra en la música latinoamericana, aunque sin duda es una artista multifacética que se atreve a poner su sello propio en cualquier estilo musical. Caracterizada por una interpretación intensa y profunda, aborda canciones anónimas de  tradición oral, de autores y compositores contemporáneos además de sus propias composiciones.
Con su música recorrió la argentina y realizó diversas giras y conciertos por Chile, Uruguay, Brasil, Bélgica, Alemania, España, Suecia, Austria y Dinamarca.

## Trayectoria artística
2008- Edita el álbum “Maldita Huella”; junto a Carlos Moscardini (Epsa Music)
2011- Edita “Canciones brotadas de mi raíz”, su primer disco solista.
2013- Edita “En Desmesura”, su segundo disco solista, que fue nominado a los Premios Carlos Gardel en la categoría Mejor Disco Nuevo Artista de Folclore.
2014- Junto a Gabo Ferro edita “El Veneno de los Milagros”, nominado a los Premios Carlos Gardel como Mejor Álbum del Año y como Mejor Álbum Canción Testimonial y de Autor.
2015- Presenta “La Madrugada”, su tercer disco solista. Ese mismo año su música participó en la película “Zonda” del multipremiado director español Carlos Saura. Es premiada por la fundación KONEX como una de las 5 mejores “Cantantes de la década”.
2017- Obtuvo la Mención Especial en el Festival Nacional de Cosquín, el mayor festival de música folklórica de Argentina, por parte de la Comisión de Festivales por su actuación. Ese mismo año fue seleccionada entre miles de postulantes para realizar un Showcase Oficial en el WOMEX. También actuó en el Festival Boreal, Tenerife, España.
2018- Fue seleccionada para participar en el Festival de Ghent (Bélgica) y realiza una gira por 16 ciudades de Alemania organizada por Klang Kosmos.
2020- “Abrazo”, su cuarto disco solistagalardonado en los Premios Carlos Gardel por la categoría Mejor Álbum Artista De Folclore (entregado en 2021).
2022- Estrena el audiovisual “Trilogía de un adiós”, tres valses compuestos por Julián Herreros Rivera. Ese mismo año participó del Festival de Ghent en Bélgica y realizó una gira por Dinamarca, Suecia, Austria y Alemania. Ese mismo año viaja a Segura, España, para participar como jurado del certamen “Canciones que un hombre no debería cantar" inspirado en la obra de Gabo Ferro.
2023- A dúo con Milagros Caliva graba el álbum “Material Urgente” y estrena su chacarera "Las ramas", grabada junto a Lito Vitale.

## Discografía

### Como solista
- 2011 – Canciones brotadas de mi raíz
- 2013 – En desmesura
- 2015 – La madrugada
- 2020 – Abrazo
- 2022 – Trilogía de un adiós, EP (junto a sus Arcanos)

### En colaboración
- 2008 – Maldita Huella (junto a Carlos Moscardini)
- 2014 – El veneno de los milagros (con Gabo Ferro)
- 2023 – Material urgente (con Milagros Caliva)